# Арпад Вайда
Арпад Вайда (угор. Vajda Árpád; 2 травня 1896, Рима-сомбат (теперішня Римавська Собота, Словаччина) — 25 жовтня 1967, Будапешт) — угорський шахіст. Багаторазовий переможець угорських національних турнірів. У складі збірної Угорщини перемагав на шахових олімпіадах 1927 і 1928, був другим призером на трьох олімпіадах. Міжнародний майстер (1950).
Найкращі місця в міжнародних турнірах:
- 1924, Париж — 4-6-е місця, чемпіонат світу серед любителів
- 1924, Дєр — 4-5
- 1927, Кечкемет — 5-7
- 1928, Будапешт — 5-6
- 1929, Будапешт — 4-5
- 1932, Сольнок — 1-е місце

Доктор юридичних наук. Близько 20 років дописував до шахового журналу «Мадяр шакквіллаг».